# Bunuri mobile din domeniul carte veche și manuscris clasate în patrimoniul cultural național al României aflate în județul Prahova
Acestă listă conține bunurile mobile din domeniul carte veche și manuscris clasate în Patrimoniul cultural național al României aflate la momentul clasării în județul Prahova.

## Tezaur
| Foto | Informații generale | Detalii tehnice | Descriere | Deținător                                                  | Legături |
| ---- | --- | --- | --- | ---------------------------------------------------------- | -------- |
|      | Oktoih Prvoglasnik - filă de Octoih Autor: Macarie, ieromonah - tipograf | Datare: 1494 Școală: Tipografia de la Certinje Dimensiuni: 26,5 x 16,5 cm Material: Hârtie manuală cu linii de apă.                                                                        | | Colecții particulare, Prahova                              | Cimec    |
|      | Stellarium corone benedicte Marie Virginis Autor: Pelbartus de Temeswar - autor | Datare: 1501 Școală: Henric Gran - tipograf Dimensiuni: 26 x 19,5 cm Material: Hârtie | | Colecții particulare, Prahova                              | Cimec    |
|      | Sermones Pomerij fratris Pelbarti de Temesvvar diui ordinis sancti Francisci de tempore – Hyemales, Estivales; Pomerium sermonum Quadradesimalium Autor: Pelbartus de Temeswar - autor; Bernard Lescuyer - editor; Johann Koberger - tipograf                                                        | Datare: 1514 Școală: Johann Koberger - tipograf Dimensiuni: 31 x 22,5 cm Material: Hârtia este manuală, cu linii de apă, specifică perioadei de la începutul secolului al XVI-lea.         | | Colecții particulare, Prahova                              | Cimec    |
|      | Annales sultanorum | Datare: 1596 Școală: Tipografia lui Andreas Wechel, tipografii Claude de Marne și Jean Aubry Dimensiuni: 31 x 20 cm Material: Hârtia este manuală, cu linii de apă.                        | | Colecții particulare, Prahova                              | Cimec    |
|      | Cheia înțelesului Autor: Chir Varlaam Mitropolitul Ungrovlahiei - editor; Șerban Cantacuzino - patron | Datare: 1678 Școală: Tipografia Mitropoliei Bucureștiului Dimensiuni: 30,5 x 20 cm; 32 rânduri                                                                                             | | Colecții particulare, Prahova                              | Cimec    |
|      | Evanghelie Autor: Chiriac Moldoveanul - tipograf; Damaschin Gherbest - gravor | Datare: 1682 Școală: Tipografia Mitropoliei Bucureștiului Dimensiuni: 27,5 x 19,5 cm; 35 de rânduri pe o coloană                                                                           | | Colecții particulare, Prahova                              | Cimec    |
|      | Apostol Autor: Damaschin Gherbest, tipograf și gravor | Datare: 1683 Școală: Tipografia Mitropoliei Moldovei Dimensiuni: 26,5 x 18 cm; 32 rânduri                                                                                                  | | Colecții particulare, Prahova                              | Cimec    |
|      | Sicriul de aur Autor: Protopopul loan Zoba din Vinț - autor și editor | Școală: Tipografia Sebeș; Daniil - tipograf Dimensiuni: 19 x 14,5 cm; 21 rânduri | | Colecții particulare, Prahova                              | Cimec    |
|      | Molitvenic Autor: Chiriac Moldoveanul - tipograf | Datare: 1689 Școală: Tipografia Mitropoliei Bălgradului; Chiriac Moldoveanul - tipograf Dimensiuni: 18,5 x 14 cm; 21 rânduri                                                               | | Colecții particulare, Prahova                              | Cimec    |
|      | Chiriacodromion Autor: Leopold I - patron; Constantin Brâncoveanu, domnul Țării Românești - patron; Mihai Iștvanovici, tipograf | Datare: 1699 Școală: Tipografia Mitropoliei Bălgradului; Mihai Iștvanovici, tipograf Dimensiuni: 30,5 x 20,5 cm; 31 rânduri                                                                | | Colecții particulare, Prahova                              | Cimec    |
|      | Catehismul lui Iosif de Camilis Autor: Iosif de Camilis - editor | Datare: 1726 Școală: Tipografia Academiei Iezuite de la Trnava Dimensiuni: 15 x 9,5 cm Material: Hârtie manuală                                                                            | | Colecții particulare, Prahova                              | Cimec    |
|      | Breschreibung der Moldau Autor: Dimitrie Cantemir - autor | Școală: Johann Nicolaus Cari Buchenroders, tipograf-librar; F. N. Rolffsen, gravor Dimensiuni: 21 x 17,5 cm                                                                                | | Colecții particulare, Prahova                              | Cimec    |
|      | Psaltirea lui Nicolae Rațiu Autor: Eustatie Popovici - copist; Nicolae Rațiu - copist | Datare: 20 martie 1771 Școală: Eustatie Popovici - copist; Nicolae Rațiu - copist Dimensiuni: 22 x 18 cm                                                                                   | | Colecții particulare, Prahova                              | Cimec    |
|      | Istoria bisericii românilor Autor: Petru Maior - autor | Școală: Tipografia Universității din Buda Dimensiuni: 22 x 18 cm | | Colecții particulare, Prahova                              | Cimec    |
|      | Minei de obște - fragment de manuscris Autor: Copist necunoscut | Datare: sec. XVI Școală: Redactat probabil în zona Moldovei Dimensiuni: 29 x 20 cm Material: Hârtie manuală de proveniență poloneză.                                                       | | Colecții particulare, Prahova                              | Cimec    |
|      | Magyar Chronika Autor: Antonio Bonfini - autor; Gaspar Heltai - traducător; Samuel Pap - copist | Datare: 1772 Dimensiuni: 35,5 x 23 cm Material: Hârtie manuală cu linii de apă și filigran.                                                                                                | | Colecții particulare, Prahova                              | Cimec    |
|      | Von der Turcken Religion und Gesatz [Menavino Giovanantonio, Cronica turcească] Autor: Georg Raben și Heinrich Muller - tipografi; Sigismund Feyrabendt - editor; Jost Amman - gravor | Datare: 1577 Școală: Tipărit la Frankfurt am Main Dimensiuni: 32 x 20,5 cm | | Colecții particulare, Prahova                              | Cimec    |
|      | Dialoghi piacevoli Autor: Stefano Guazzo - autor; Gio Antonio și lacopo de Franceschi - tipografi | Datare: 1604 Dimensiuni: 14,5 x 9 cm Material: Hârtie manuală cu linii de apă. | | Colecții particulare, Prahova                              | Cimec    |
|      | Noul Testament | Datare: 1648 Școală: Tipografia Princiară de la Alba Iulia Dimensiuni: 30,5 x 20 cm; 34 rânduri                                                                                            | | Colecții particulare, Prahova                              | Cimec    |
|      | Biblia das ist die ganze Schrifft, Altes und Newes Testaments Teutsch Autor: Martin Luther - autor | Datare: 1652 Școală: Tipografia lui Wolffgang Endter dem Aeltern Dimensiuni: 44 x 30 cm Material: Hârtie manuală cu linii de apă.                                                          | | Colecții particulare, Prahova                              | Cimec    |
|      | Molitvenic - Trebnik Autor: Simeon Stavnițki - tipograf; loan și Vasili Ușachevici - gravori | Datare: 1668 Școală: Tipografia Frăției Orotodoxe de la Lvov Dimensiuni: 20 x 15,5 cm; 19 sau 27 rânduri                                                                                   | | Colecții particulare, Prahova                              | Cimec    |
|      | Tractatus Theologico-Diacriticus quatuor Religionum in Transylvania Autor: István Dersi | Datare: mijlocul sec. XVIII Școală: Copiat în Transilvania Dimensiuni: 18,5 x 12 cm Material: Hârtie.                                                                                      | | Colecții particulare, Prahova                              | Cimec    |
|      | Despre datorii Autor: Nicolae Mavrocordat - autor, domnitor al Moldovei și al Țării Românești | Datare: 1719 Școală: Tipografia Mănăstirii Tuturor Sfinților din București; Stoica lacovici, tipograf Dimensiuni: 21 x 16 cm Material: Hârtie manuală.                                     | | Colecții particulare, Prahova                              | Cimec    |
|      | Voyages du Sr. A. de la Montraye Autor: Aubry de la Montraye - autor | Datare: 1727 Școală: Tipărită la Haga de T. Johnson și J. van Duren; gravori B. Picart și F. Bartoli Dimensiuni: 30,5 x 20,5 cm                                                            | | Colecții particulare, Prahova                              | Cimec    |
|      | Ceremonies et coutumes religieuses de tous les peoples du monde Autor: Jean Frederic Bernard, tipograf; Bernard Picart, gravor | Școală: Tipărite la Amsterdam de Jean Frederic Bernard Dimensiuni: 41 x 26,5 cm | | Colecții particulare, Prahova                              | Cimec    |
|      | Molitvenic Autor: Stoica și Radu lacovici, tipografi | Datare: 1729 Școală: Tipografia Mitropoliei București Dimensiuni: 22 x 15,5 cm; 26 rânduri                                                                                                 | | Colecții particulare, Prahova                              | Cimec    |
|      | Chiriacodromion Autor: Stoica și Radu lacovici, tipografi | Datare: 1732 Școală: Tipografia Mitropoliei București Dimensiuni: 29,5 x 20,5 cm; 32 rânduri                                                                                               | | Colecții particulare, Prahova                              | Cimec    |
|      | Minei izbranit (Codicele de la Agârbiciu) Autor: Popa Ioan din Agârbiciu - copist | Datare: 1737 Dimensiuni: 32,5 x 20,5 cm | | Colecții particulare, Prahova                              | Cimec    |
|      | Antologhion Autor: Mihai Atanasievici, gravor; Dimitrie Pandovici, tipograf | Datare: 1737 Școală: Tipografia Episcopiei de la Râmnic Dimensiuni: 35 x 22,5 cm; 2 coloane; 43 rânduri                                                                                    | | Colecții particulare, Prahova                              | Cimec    |
|      | Liturghier Autor: Stoica lacovici, tipograf | Datare: 1741 Școală: Tipografia Mănăstirii Sf. Sava în Școala Văcăreștilor Dimensiuni: 19 x 14,5 cm; 26 rânduri                                                                            | | Colecții particulare, Prahova                              | Cimec    |
|      | Octoih Autor: Mihai Atanasievici, tipograf; Lavrentie Dimitrievici - diortositor | Datare: 1742 Școală: Tipografia Episcopiei de la Râmnic Dimensiuni: 22 x 15,5 cm; 23 rânduri                                                                                               | | Colecții particulare, Prahova                              | Cimec    |
|      | Mărturisirea credinței ortodoxe Autor: Petru Movilă - autor | Datare: 1743 Școală: Tipografie din Moscova Dimensiuni: 16 x 10 cm | | Colecții particulare, Prahova                              | Cimec    |
|      | Apostol Autor: Dimitrie Pandovici, tipograf | Datare: 1743 Școală: Tipografia nouă a Mitropoliei din București Dimensiuni: 29 x 19,5 cm; 34 rânduri                                                                                      | | Colecții particulare, Prahova                              | Cimec    |
|      | Mărgăritare Autor: Sfântul Ioan Gură-de-Aur - autor; Stoica Iacovici - tipograf | Datare: 1746 Școală: Tipografie din București Dimensiuni: 26 x 18 cm; 35 rânduri Material: Tipar pe hârtie manuală.                                                                        | | Colecții particulare, Prahova                              | Cimec    |
|      | Octoih Autor: Mihgai Atanasievici, tipograf; Constantin Atanasievici, gravor | Datare: 1750 Școală: Tipografia Episcopiei de la Râmnic Dimensiuni: 31 x 20 cm; 41 rânduri                                                                                                 | | Colecții particulare, Prahova                              | Cimec    |
|      | Tipicon Autor: Ieromonahul Gedeon, autor; Johann Gottlop Emmanuel Breitkopf, tipograf | Datare: 1761 Școală: Tipărită la Leipzig; Johann Gottlop Emmanuel Breitkopf, tipograf Dimensiuni: 22,5 x 14,5 cm                                                                           | | Colecții particulare, Prahova                              | Cimec    |
|      | Biblia, adecă Dumnezeiasca scriptură. Care s-au tălmăcit dupre limba elinească spre înțăleagerea limbii rumânești, la porunca Prea bunului creștin și luminatului domn IOAN ȘERBAN CANTACOZINO BASARAB VOEVOD Autor: Cartea a fost tradusă de frații Greceanu și de stolnicul Constantin Cantacuzino | Datare: 1688 Școală: Tipărită în tipografia Mitropoliei Țării Românești de la București, sub îndrumarea tipografului șef Mitrofan. Dimensiuni: 41,4 x 27,5 cm Material: hârtie cu filigran | „Biblia, adecă Dumnezeiasca scriptură. Care s-au tălmăcit dupre limba elinească spre înțăleagerea limbii rumânești, la porunca Prea bunului creștin și luminatului domn IOAN ȘERBAN CANTACOZINO BASARAB VOEVOD, și cu îndemânarea dumnealui COSTANDIN BRÂNCOVEANUL marele logofăt. Tipăritu-s-au întâiu în scaunul Mitropoliei Bucureștilor, în vreamea păstoriei Preasfințitului părinte Chir Theodosie, mitropolitul țării si exarhul laturilor. Și pentru cea de obște priință s-au dăruit neamului rumânesc, la anul de la Facerea lumii 7197, iară de la Spăsenia lumii 1688, în luna lui noiemvrie în 10 zile | Muzeul Județean de Istorie și Arheologie Prahova, Ploiești | Cimec    |
|      | Apostol/Praxiu: Vivlion ton praxeon ton apostolon | Datare: 1589 Dimensiuni: L = 32 cm; La = 22 cm Material: hârtie cu filigran | | Muzeul Județean de Istorie și Arheologie Prahova, Ploiești | Cimec    |
|      | Tetraevanghel | Datare: 3 noiembrie 1514 Dimensiuni: L = 29 cm; La = 21 cm Material: hârtie cu filigran | | Muzeul Județean de Istorie și Arheologie Prahova, Ploiești | Cimec    |

## Fond
| Foto | Informații generale | Detalii tehnice | Descriere | Deținător                                                  | Legături |
| ---- | --- | --- | --- | ---------------------------------------------------------- | -------- |
|      | De obște gheografie pe limba moldoveniască scoasă de pe Gheografie a lui [Claude] Buffier, după orânduiala care acum mai pre urmă s-au așăzat în Academie de la Parizi Autor: Tradusă de Amfilohie Hotiniul după Geografia Universală a iezuitului Claude Buffier | Datare: 1795 Școală: S-au tipărit de ierodiacon Gherasim: și de Pavel Petrov tipografu“. În tipografia Mitropoliei din Iași. Dimensiuni: 20,9 x 16,9 cm Material: hârtie cu filigran | „De obște gheografie pe limba moldoveniască scoasă de pe Gheografie a lui [Claude] Buffier, după orânduiala care acum mai pre urmă s-au așăzat în Academie de la Parizi. Acum întâi tipărită: în zilele Prea Luminatului, și Prea Înălțatului Domnului nostru Alexandru Ioan Calimah V[oe]v[o]d. Cu blagoslovenia, și cu toată cheluiala Preosfințitului Mitropolit a Toată Moldavia, Kirio Kir: Ioacov. Întru a Preosfințitei Sale Tipografie, în Sf[â]nta Mitropolie, în Iași. Le[a]t: 1796. Avgust: 22“. | Muzeul Județean de Istorie și Arheologie Prahova, Ploiești | Cimec    |